# 満鉄会
満鉄会（まんてつかい）は、南満洲鉄道株式会社の旧社員を中心に設立された団体。1946年（昭和21年）12月6日に発足した「満鉄社友新生会」（まんてつしゃゆうしんせいかい）」を前身とし、1954年（昭和29年）7月、「財団法人満鉄会」として改組され、2016年（平成28年）3月に解散に至った。

## 概説
1906年（明治39年）に国策会社として設立された南満洲鉄道（満鉄）は、1945年（昭和20年）の日本の降伏の直前に満洲に侵攻したソ連軍に接収された。また、連合国軍最高司令官総司令部（GHQ）によりポツダム宣言受諾にともなう閉鎖機関令が公布され、満鉄は1945年9月30日をもって閉鎖とされた。
1946年（昭和21年）、未払い退職手当の支払い、旧社員の就職斡旋などを目的として、「満鉄社友新生会」が発足した。具体的な活動としては、
1. 旧社員債権の確保
2. 旧社員家族の更生と援護
3. 残留社員の引揚げ促進

が目標にすえられた。満鉄東京支社ビルの売却益を原資として、1953年（昭和28年）2月より在外活動関係閉鎖機関特殊清算事務所からの退職手当支払いが始まった。
しかし、全国に散在する旧社員に退職手当を支給することは難しかったため、満鉄社友新生会は厚生省の指導を受け、1954年（昭和29年）7月、｢財団法人満鉄会｣として改組した。同年11月25日には認可されて、退職手当支払いにあたり、あわせて満鉄社員及び満洲関係引揚者の援護厚生などを行った。
会員は多い時で約15,000人にのぼり、都道府県ごとの会や、在籍時の職種や職場、教育機関のグループによる会も設立された。しかし、高齢化にともなって会員数が減少し、旧社員への退職手当支払いという当初の目的を達したこともあり、2012年（平成24年）10月19日に最後の大会を開催し、翌2013年（平成25年）3月末をもって解散した。
2013年4月から3年間は情報発信のみをおこなう「満鉄会情報センター」として運営された。しかし、これも2016年（平成28年）3月末で解散した。
満鉄会では、終戦直後に作成された人事資料の「満鉄社員名簿」や、鉄道運行表などの戦前の資料も保有していた。解散後の2017年（平成29年）7月、これらの資料は国立国会図書館へ寄贈され、「満鉄会旧蔵資料」として所蔵・公開している。

## 関連文献
- 財団法人 満鉄会 編『満鉄四十年史』吉川弘文館、2007年11月6日。ISBN 4642037810。
- 山崎元幹、田村羊三『忘れえぬ満鉄』龍溪書舎〈満鉄会叢書1〉。
- 渡辺諒『満鉄史余話』龍溪書舎〈満鉄会叢書2〉。
- 財団法人 満鉄会 編『南満洲鉄道株式会社十年史』原書房。（大正8年版の復刊）
- 南満洲鉄道株式会社 著、財団法人 満鉄会 編『南満洲鉄道株式会社第二次十年史（上）』原書房、1974年。ASIN B000J9QV5U。（昭和3年版の復刊）
- 南満洲鉄道株式会社 著、財団法人 満鉄会 編『南満洲鉄道株式会社第二次十年史（下）』原書房、1974年。ASIN B000J9QV5K。（昭和3年版の復刊）
- 南満洲鉄道株式会社 著、財団法人 満鉄会 編『南満洲鉄道株式会社第三次十年史（1）』龍渓書舎、1976年。ASIN B000J9UPAM。（昭和13年版の復刊）
- 南満洲鉄道株式会社 著、財団法人 満鉄会 編『南満洲鉄道株式会社第三次十年史（2）』龍渓書舎、1976年。ASIN B000J9UPAM。（昭和13年版の復刊）
- 南満洲鉄道株式会社 著、財団法人 満鉄会 編『南満洲鉄道株式会社第三次十年史（3）』龍渓書舎、1976年。ASIN B000J9UPAM。（昭和13年版の復刊）
- 南満洲鉄道株式会社 著、財団法人 満鉄会 編『南満洲鉄道株式会社第三次十年史（4）』龍渓書舎、1976年。ASIN B000J9UPAM。（昭和13年版の復刊）
- 財団法人 満鉄会 編『南満洲鉄道株式会社第四次十年史』龍渓書舎。